# 瑞応
瑞応（ずいおう）は、明代末期1621年の私年号。奢安の乱で四川に樹立された梁政権において用いられた。

## 西暦・干支との対照表
| 瑞応 | 元年     |
| 西暦 | 1621年   |
| 干支 | 辛酉     |
| 明   | 天啓元年 |
| 後金 | 天命6年  |